# 惠水苗语
惠水苗语是一种苗语。它的名字取自貴州惠水縣，不过并非所有变体都在那里使用。它的内名和⿰亻革家话一样是Mhong。惠水苗語與繞家語關係緊密。
惠水苗语在Strecker (1987)中被划为苗语西部方言的一個次方言。Matisoff (2001)将其分为四种不同的语言，並很保守地不将其划作语组。